# Апотропеическая магия
Апотропеическая или апотропическая (греч. ἀποτρόπαιος — «отводящее порчу»), также отгонная магия — магический ритуал, предназначенный для оберегания от зла (порчи, сглаза). Может создаваться с использованием обрядовых церемоний, заклинаний и заговоров (например, постукиванием трижды по дереву), либо просто путём ношения на теле, а также подвешивания внутри жилища оберега (апотропе́й) и талисмана — предмета, приносящего удачу.
Термин используется в этнографии, археологии и искусствоведении.

## Типы
- Амулеты нательные
- Изображения на доспехах, одежде, украшениях
- Архитектурные рельефы, статуи, изображения на утвари
- Надписи
  - В иудаизме апотропические свойства имеют имена ангелов, они часто появляются на амулетах, магических надписях и формулах
- Боди-модификации
  - Татуировки
- Апотропеические жесты (дуля (фига) в кармане, скрещенные пальцы за спиной для защиты от кого-либо/чего-либо)

### Места для защитных знаков
Как отмечают исследователи[кто?], в магическом представлении древних одним из самых уязвимых мест здания является его угол. Поэтому они испытывали необходимость защитить его оберегами, в углы храмов при строительстве закапывались магические предметы. Важное значение имели порог дома, дверной косяк.
Углы, места сгиба играли магическую роль и в теле человека. Здесь следует упомянуть колени (так, изображения апотропической головы можно увидеть на элементах доспехов — кнемидах), плечи (например, голова пантеры на доспехах), запястья.
«Входы» одежды защищены вышивкой, лентой (очелье, манжеты рубахи, ворот, низ рубахи, обшлага штанов, пояс).

## Темы
- Изображение глаза;
- Звериные морды: грифон, пантера (связана с культом Диониса[источник не указан 3718 дней]);
  - Лев — не только морда, но и лапы и хвост. В Древнем Египте он был стражем ворот храма и царского трона (отсюда у них львиные лапы и хвост). Водостоки крыш храмов имели форму льва[источник не указан 3606 дней]; они должны были в непогоду оберегать святилище от низвергающейся силы Сета.
- Головы мифических чудовищ и богов;
  - Голова горгоны Медузы (горгонейон), Силена, Диониса;
  - Египетский Бес;
- Горгульи;
- Вульвы;
- Фаллосы;
- Изображения сложенных пальцев (скрещённых пальцев, фиг);
- Крест — исследователи используют термин «апотропический» даже для христианского распятия:

«Уже с первых веков крест имел для христиан совершенно особенное значение — он был символом Христовой жертвы, знаком спасения и потому считался сильнейшим апотропическим символом». (С. Н. Гукова. Знаки приснодевства Богоматери).

- Знаки: ивовые листья, свастика, солнечный диск или перекрестье (Византия)[2];
- Тыквы с вырезанными лицами на Хэллоуин.

## Апотропические действия
- Троекратное постукивание по дереву;
- Сплёвывание за левое плечо;
- Скручивание фиги в кармане;
- После рождения ребёнка в огне нагревали железные предметы (щипцы, ножи, ножницы) и обводили ими все углы, потолок и пол комнаты, где должен был находиться малыш, чтобы отогнать злых духов; в люльку, где спит ребёнок (чаще в изголовье), клали металлические предметы: ножи, ножницы, гвозди (Кабардино-Балкария)[3]
- Apotropaic mark («ведьмины метки»)

### Апотропайоны разных народов
- Горгонейон — античность;
- Мьёльнир — викинги;
- Хамса — евреи и арабы;
- Назар — Турция.

## Галерея
- Дерево, увешанное турецкими амулетами от сглаза
- «Архангел Михаил», картина Рафаэля. Обратите внимание на изображение морд на наколенных доспехах
- Многочисленные горгульи на углах Нотр-дам в Амьене
- Водосток с львиной головой, Парфенон
- Глаза, украшающие нос мальтийской лодки «луццу»
- Фаллические нательные амулеты, Римская Галлия
- Турецкий амулет «назар»